# The Weakerthans
The Weakerthans är ett kanadensiskt indierockband bildat 1997 i Winnipeg. John K. Samson är bandets förgrundsfigur och låtskrivare. Samson har ett förflutet som basist i det musikaliskt hårdare bandet Propagandhi. 
Bandets ursprungliga sättning bestod av John K. Samson på sång och gitarr, Stephen Carroll på gitarr och sång, John P. Sutton på bas och sång samt Jason Tait på trummor. Flera av bandets medlemmar är multiinstrumentalister men detta är deras huvudinstrument. Sutton lämnade bandet 2004 och ersattes av Greg Smith.
Bandets texter behandlar utanförskap och alienation men har en positiv grundsyn. Musikstilen är svårdefinierad, med inslag av punk, folkrock och country. The Weakerthans har släppt fyra fullängdsalbum och turnerar flitigt.

## Diskografi

### Studioalbum
- 1997 – Fallow
- 2000 – Left and Leaving
- 2003 – Reconstruction Site
- 2007 – Reunion Tour

### Livealbum
- 2004 – Live at The Casbah 12/6/2004
- 2010 – Live at the Burton Cummings Theatre

### EP
- 2009 – Live Session

### Singlar
- 2001 – Watermark
- 2002 – Fallow